# حسرت‌به‌دل
«حسرت‌به‌دل» (به انگلیسی: Wannabe) تک‌آهنگی از اسپایس گرلز است که در سال ۱۹۹۶ میلادی منتشر شد.